# Ercole Gallegati
Ercole Gallegati (* 21. November 1911 in Faenza; † 19. August 1990) war ein italienischer Ringer. Er gewann bei den Olympischen Spielen 1932 und 1948 jeweils eine Bronzemedaille im griechisch-römischen Stil.

## Werdegang
Ercole Gallegati wuchs in Faenza, einer italienischen Ringer-Hochburg auf und begann dort als Jugendlicher mit dem Ringen. Er gehörte dem Sportverein Sportiva Faenza an, der später in C.A. (Club Athletika) Faenza umbenannt wurde.
Im Jahre 1931 wurde er erstmals italienischer Meister im griechisch-römischen Stil im Weltergewicht. Er konzentrierte sich in seiner folgenden Ringerlaufbahn bei internationalen Meisterschaften fast ausschließlich auf den griechisch-römischen Stil, rang aber bei nationalen Veranstaltungen häufig auch im freien Stil. 1931 nahmen Ercole Gallegati erstmals bei einer internationalen Ringermeisterschaft, der Europameisterschaft in Prag teil. Europameisterschaften kamen damals praktisch Weltmeisterschaften gleich, weil, zumindest im griechisch-römischen Stil, die Weltelite ausschließlich aus europäischen Ringern bestand. In Prag belegte er im Weltergewicht mit zwei Siegen und zwei Niederlagen einen guten 5. Platz.
1932 wurde er vom italienischen Ringerverband zu den Olympischen Spielen nach Los Angeles entsandt. Die Teilnehmerzahl bei den Wettbewerben im Ringen waren bei diesen Spielen sehr gering, weil es sich viele europäischen Staaten schlichtweg nicht leisten konnten, Ringer nach Los Angeles zu entsenden. Aus diesem Grunde reichte Ercole Gallegati ein Sieg über den Japaner Shuichi Yoshida zum Gewinn der Bronzemedaille im Weltergewicht. Gegen Osvald Käpp aus Estland und Väinö Kajander aus Finnland unterlag er. In diesem Zusammenhang ist er interessant zu wissen, dass sowohl Käpp als auch Kajander schon einige Jahre vor den Spielen in Los Angeles nach den Vereinigten Staaten ausgewandert waren und von ihren ehemaligen Heimatstaaten bei den Olympischen Spielen eingesetzt wurden, um die Kosten für die Überfahrt von in Estland bzw. Finnland wohnenden Sportlern zu sparen. Ein Opfer dieses Verfahrens wurde z. B. der Finne Mikko Nordling, Europameister von 1931, 1933 u. 1934, der daheimbleiben musste.
Bei der Europameisterschaft 1933 in Helsinki kam Ercole Gallegati im Weltergewicht nach Niederlagen gegen Sándor Finyak aus Ungarn und Mikko Nordling auf den 6. Platz. Ein Medaillengewinn gelang ihm aber bei der Europameisterschaft 1934 in Rom, wo er mit drei Siegen und einer erneuten Niederlage gegen Mikko Nordling den 3. Platz belegte.
Bei den Olympischen Spielen 1936 in Berlin startete er, mittlerweile in das Mittelgewicht aufgerückt, in beiden Stilarten. Im griech.-röm. Stil gelang ihm dabei ein bemerkenswerter Sieg über den Olympiasieger von 1928 und 1932 Väinö Kokkinen aus Finnland. Gegen den deutschen Meister Ludwig Schweickert verlor er aber und belegte in dieser Stilart den 6. Platz. Auch im freien Stil lieferte er sehr gute Kämpfe und besiegte den schwedischen Meister Ludvig Lindblom und den deutschen Meister Hans Schedler aus Halle. Gegen den Türken Ahmet Kireççi war aber Endstation. Er kam deshalb im freien Stil auf den 7. Platz.
Bis zum Ausbruch des Zweiten Weltkrieges beteiligte sich Ercole Gallegati noch bei den Europameisterschaften 1937 in Paris, 1938 in Tallinn und 1939 in Oslo, jeweils im griech.-röm. Stil im Mittelgewicht. In Paris und Oslo belegte er dabei jeweils den 4. Platz, geschlagen von Ivar Johansson aus Schweden bzw. Voldemar Roolan aus Estland. Bei der Europameisterschaft 1938 verlor er gegen Arvi Pikkusaari aus Finnland und Ivar Johansson und erreichte den 8. Platz.
1947 war er in Prag wieder bei der Europameisterschaft im griech.-röm. Stil im Mittelgewicht am Start. Er gewann in Prag zwei Kämpfe, musste aber nach einem verlorenen Kampf gegen Muhlis Tayfur aus der Türkei verletzt aufgeben und kam dadurch auf den undankbaren 4. Platz.
Bei den Olympischen Spielen 1948 in London erkämpfte sich Ercole Gallegati mit drei Siegen und einer Niederlage 16 Jahre nach dem Gewinn seiner ersten olympischen Medaille erneut eine solche, die bronzene. Obwohl er nun schon fast 40 Jahre alt war, startete er auch noch bei der Weltmeisterschaft 1950 in Stockholm, das waren die ersten Weltmeisterschaften nach einer langen Pause seit 1922. Er verlor dort aber seine beiden Kämpfe und erreichte den 8. Platz.
1952 nahm Ercole Gallegati in Helsinki an seinen vierten Olympischen Spielen teil. Nach einem Sieg über den Belgier Emile Curtois verlor er dabei gegen Gustav Gocke aus Deutschland und Axel Grönberg aus Schweden, der Olympiasieger wurde, schied aus und erreichte den 6. Platz.
In seiner Laufbahn vertrat Ercole Gallegati bei 41 internationalen Veranstaltungen (Meisterschaften und Länderkämpfe) die italienischen Farben.

## Internationale Erfolge
(OS = Olympische Spiele, WM = Weltmeisterschaft, EM = Europameisterschaft, GR = griech.-röm. Stil, F = freier Stil, We = Weltergewicht, Mi = Mittelgewicht, damals bis 72 kg bzw. 29 kg Körpergewicht)
- 1931, 5. Platz, EM in Prag, GR, We, mit Siegen über Ryszard Blaźyca, Polen u. Ivan Marković, Jugoslawien u. Niederlagen gegen Ludwig Sesta, Österreich u. Mikko Nordling, Finnland;
- 1932, Bronzemedaille, OS in Los Angeles, GR, We, mit einem Sieg über Shuichi Yoshida, Japan u. Niederlagen gegen Osvald Käpp, Estland u. Väinö Kajander, Finnland;
- 1933, 6. Platz, EM in Helsinki, GR, We, nach Niederlagen gegen Sándor Finyak, Ungarn u. Mikko Nordling;
- 1934, 3. Platz, EM in Rom, GR, We, mit Siegen über Ibrahim Orabi, Ägypten, Alois Samec, Tschechoslowakei u. Mihály Matura, Ungarn u. einer Niederlage gegen Mikko Nordling;
- 1936, 6. Platz, OS in Berlin, GR, Mi, mit Siegen über Väinö Kokkinen, Finnland, Voldemar Mägi, Estland u. Hans Frederiksen, Norwegen u. einer Niederlage gegen Ludwig Schweickert, Deutschland;
- 1936, 7. Platz, OS in Berlin, F, Mi, mit Siegen über Ludvig Lindblom, Schweden u. Hans Schedler, Deutschland u. einer Niederlage gegen Ahmet Kireççi, Türkei;
- 1937, 4. Platz, EM in Paris, GR, Mi, mit Siegen über Voldemar Mägi, Teodor Kryszmalski, Polen u. Bechir Bouazzat, Frankreich u. einer Niederlage gegen Ivar Johansson, Schweden;
- 1938, 8. Platz, EM in Tallinn, GR, Mi, nach Niederlagen gegen Arvi Pikkusaari, Finnland u. Ivar Johansson;
- 1939, 4. Platz, EM in Oslo, GR, Mi, mit Siegen über Gyula Kovács, Ungarn u. Ahmet Kireççi u. Niederlagen gegen Georgs Ozolins, Lettland u. Voldemar Roolan, Estland;
- 1947, 4. Platz, EM in Prag, GR, Mi, mit Siegen über Schmid, Schweiz u. Remy Aurine, Frankreich u. einer Niederlage gegen Muhlis Tayfur, Türkei; danach Aufgabe wegen Verletzung;
- 1948, Bronzemedaille, OS in London, GR, Mi, mit Siegen über A. Bolzi, Argentinien, A. Vogel, Schweiz u. Kare Larsen, Norwegen u. einer Niederlage gegen Gyula Németi, Ungarn;
- 1950, 8. Platz, WM in Stockholm, GR, Mi, nach Niederlagen gegen Kare Larsen u. Juho Kinnunen, Finnland;
- 1952 6. Platz, OS in Helsinki, GR, Mi, mit einem Sieg über Emile Curtois, Belgien u. Niederlagen gegen Gustav Gocke, Deutschland u. Axel Grönberg, Schweden

## Italienische Meisterschaften
Ercole Gallegati gewann insgesamt 30 italienische Meistertitel, 19 im griech.-röm. Stil und 11 im freien Stil.